# The Standard (Kenya)
The Standard (noto fino al 1902 come African Standard e successivamente East African Standard) è un quotidiano kenyota, fondato nel 1902 da Alibhai Mulla Jeevanjee e posseduto dal The Standard Group. L'azienda possiede anche la Kenya Television Network, Radio Maisha, The Nairobian (un tabloid settimanale), KTN News e Standard Digital, ovvero la sua edizione digitale.
Il The Standard è il quotidiano più diffuso del Kenya, con una percentuale di mercato pari a 48; la sede principale si trova a Nairobi.